# Minatułła Daibow
Minatułła Mugutdinowicz Daibow (ros. Минатулла Мугутдинович Даибов; ur. 8 czerwca 1961) – radziecki zapaśnik walczący w stylu wolnym. Srebrny medalista mistrzostw świata w 1985. Brązowy medalista mistrzostw Europy w 1986. Mistrz ZSRR w 1985; drugi w 1984 roku.